# Rosmarie Michel
Rosmarie Michel (* 16. August 1931, in Zürich) ist eine Schweizer Unternehmerin und Leadership-Managerin, die sich für den Aufstieg von Frauen in Wirtschaft und Führungspositionen starkmacht. Von 1983 bis 1985 war sie Weltpräsidentin der International Federation of Business and Professional Women.

## Leben
Rosmarie L. Michel ist die Tochter des Fritz, Hotelier, und der Gertrud geborene Schurter, Inhaberin der 1869 gegründeten Zürcher Confiserie Schurter. Sie wuchs in einem modernen Elternhaus auf, in dem Mutter und Vater erwerbstätig waren und eine Partnerschaft auf Augenhöhe gelebt wurde. Dem Abschluss der Mittelschule in Zürich und der Hotelfachschule in Lausanne folgten verschiedene Auslandsaufenthalte. 1956 übernahm Rosmarie Michel die Geschäftsleitung der familieneigenen Confiserie Schurter. Bis zum 30. Juni 2006 war sie Besitzerin des Familienunternehmens am Central; die Firma ist bekannt für traditionelle Zürcher Gebäcke. Noch heute lebt Rosmarie Michel in Zürich und ist mit der Entwicklung ihrer Heimatstadt eng verbunden.

## Beruflicher Werdegang
Die Zürcher Unternehmerin hatte in den letzten vier Jahrzehnten (mehrheitlich als erste und einzige Frau) verschiedene Verwaltungsratsmandate wahrgenommen, bei denen sie auch eine Reihe von Bauprojekten initiiert und durchgeführt hat
- ZFV-Unternehmungen, Zürich: Verwaltungsratsmitglied und Präsidium (1979–2001). In ihrer Amtszeit wurden die Statuten der ZFV-Gastronomiegruppe revidiert: Seitdem sind Frauen und Männer wählbar, das Präsidium ist weiblich.
- Valora, Bern: Vizepräsidium (1976–2000)
- Schweizerische Volksbank (1991–2000) heute Credit Suisse
- Groba, Zürich (1992–1994), heute: Walter Buchmann[3]
- goldbach media ag, Zürich: Verwaltungsratspräsidentin (–2002)
- Bon Appétit Gruppe VR Mitglied (–2003)[4]

Ihre Bautätigkeit umfasste Aktivitäten als Mitglied der Stadtplanungsgruppe Zürich und der Kommission für Denkmalschutz der Stadt Zürich sowie diverse Bauprojekte für die ZFV-Unternehmungen.

## Zivilgesellschaftliches Engagement
In ihren ehrenamtlichen Aktivitäten hat sie sich in erster Linie für eine bessere Integration der Frauen in die Wirtschaft eingesetzt. Dazu gehörten die Mitgliedschaft während zwölf Jahren (1977–1989) im Executive Committee der International Federation of Business and Professional Women, davon drei Jahre als Weltpräsidentin (1983–1985), die Tätigkeit als Vice Chair and Trustee of Women’s World Banking, New York (1987–1999) sowie das Präsidium des Vereins Management-Symposium für Frauen. Daneben fungiert sie für ihr weit gespanntes, international bedeutsames und bunt zusammengesetztes Wirtschafts- und Sozialnetzwerk als Anlaufstelle, Gastreferentin, Beraterin, Mitorganisatorin für Events, Fachfrau, Kontaktvermittlerin und anderes mehr.
1989 wurde Rosmarie Michel zum Ständigen Ehrengast der Universität Zürich ernannt, als Anerkennung ihres Einsatzes für die Förderung der Frau in Beruf, Öffentlichkeit und Politik sowie als „Schirmherrin“ der Mensen der Universität.
Rosmarie Michel ist eine Verfechterin von national und international in der Wirtschaft tätiger Frauen und spricht sich klar für die Einführung einer Zielvorgabe in den Verwaltungsräten aus. Eine ihrer Förderinnen war Elisabeth Feller.